# Everyday (Girl's Day)
Everyday è il secondo EP del gruppo musicale sudcoreano Girl's Day, pubblicato nel 2011 dall'etichetta discografica DreamTea Entertainment insieme a LOEN Entertainment.

## Il disco
Il 29 giugno 2011, insieme alla copertina dell'EP, venne pubblicata una foto teaser delle Girl's Day, ritratte in abiti da sposa, concept del disco. Il 1º luglio, Hyeri condivise altre due foto nell'account ufficiale me2day del gruppo, di cui una tratta dal teaser del video musicale di "Hug Me Once". Il 3 luglio venne diffuso il teaser della title track, mentre due giorni dopo fu reso noto che il video musicale di "Hug Me Once" sarebbe stato il primo videoclip K-pop in stile videogioco interattivo.
L'EP fu pubblicato il 7 luglio, contenente anche due precedenti singoli digitali: "Girl's Day Party #2" e "Girl's Day Party #3", contenenti a sua volta i brani "Nothing Lasts Forever" e "Twinkle Twinkle" rispettivamente. Le promozioni iniziarono il giorno seguente, l'8 luglio, e si conclusero il 6 agosto, per via dei preparativi per il debutto del gruppo in Giappone. Il brano "Hug Me Once" fu utilizzato come traccia promozionale nelle loro performance nei programmi M! Countdown, Music Bank, Show! Music Core e Inkigayo.

## Tracce
1. Young Love (영러브) – 3:24 (Jeon Hae Sung)
2. Hug Me Once (한번만 안아줘) – 3:14 (testo: Kang Jeon Myung, Nam Ki Sang – musica: Nam Ki Sang)
3. Twinkle Twinkle (반짝반짝) – 3:04 (testo: Nam Ki Sang, Park Keon Ho, Jang Jeon Myung – musica: Nam Ki Sang)
4. Nothing Lasts Forever (잘해줘봐야) – 3:24 (testo: Kim Ji Hyang, Annet Artani – musica: C-2, Ryan Jhun, Annet Artani)
5. Hug Me Once (한번만 안아줘) (Inst.) – 3:15 (testo: Kang Jeon Myung, Nam Ki Sang – musica: Nam Ki Sang)

## Formazione
- Sojin – voce
- Jihae – rapper, voce
- Yura – rapper, voce
- Minah – voce
- Hyeri – voce